# Білма
Білма (араб. بيلما) — місто у північно-східній частині Нігеру, адміністративний центр однойменного департаменту.

## Географія
Білма розташована на сході регіону Агадес у пустелі Сахара.

### Клімат
Місто знаходиться у зоні, котра характеризується кліматом тропічних пустель. Найтепліший місяць — червень із середньою температурою 33.9 °C (93 °F). Найхолодніший місяць — січень, із середньою температурою 17.2 °С (63 °F).
| Клімат Білми            | Клімат Білми | Клімат Білми | Клімат Білми | Клімат Білми | Клімат Білми | Клімат Білми | Клімат Білми | Клімат Білми | Клімат Білми | Клімат Білми | Клімат Білми | Клімат Білми | Клімат Білми |
| Показник                | Січ.         | Лют.         | Бер.         | Квіт.        | Трав.        | Черв.        | Лип.         | Серп.        | Вер.         | Жовт.        | Лист.        | Груд.        | Рік          |
| Абсолютний максимум, °C | 35           | 37           | 44           | 46           | 45           | 46           | 45           | 42           | 42           | 41           | 37           | 33           | 46           |
| Середній максимум, °C   | 23           | 27           | 31           | 37           | 40           | 40           | 40           | 39           | 38           | 35           | 30           | 25           | 33           |
| Середня температура, °C | 17           | 20           | 24           | 29           | 33           | 33           | 33           | 33           | 31           | 27           | 22           | 18           | 26           |
| Середній мінімум, °C    | 10           | 13           | 17           | 21           | 26           | 26           | 27           | 27           | 24           | 19           | 14           | 11           | 19           |
| Абсолютний мінімум, °C  | 0            | 0            | 0            | 10           | 15           | 16           | 20           | 18           | 15           | 10           | 4            | 0            | 0            |
| Днів з опадами          | 1            | 0            | 0            | 0            | 0            | 1            | 1            | 1            | 1            | 1            | 0            | 0            | 6            |
| Днів з дощем            | 1            | 0            | 0            | 0            | 0            | 1            | 1            | 1            | 1            | 1            | 0            | 0            | 6            |
| ----------------------- | ------------ | ------------ | ------------ | ------------ | ------------ | ------------ | ------------ | ------------ | ------------ | ------------ | ------------ | ------------ | ------------ |
| Джерело: Weatherbase    |              |              |              |              |              |              |              |              |              |              |              |              |              |